# Gryon eugeniae
Gryon eugeniae är en stekelart som först beskrevs av Jean Risbec 1953.  Gryon eugeniae ingår i släktet Gryon och familjen Scelionidae. Inga underarter finns listade i Catalogue of Life.